# چهل و سومین دوره جوایز بفتا
چهل و سومین دوره جوایز بفتا در لندن بریتانیا در سال ۱۹۹۰ برگزار شد. برندگان بهترین بازیگر مرد و زن در این دوره دانیل دی-لوئیس برای فیلم پای چپ من و پائولین کولینز برای فیلم شرلی ولنتاین بودند . فیلم میسیسیپی می‌سوزد با بردن ۳ جایزه موفق‌ترین فیلم این دوره بود و روابط خطرناک نیز با کاندیدای شدن در ۱۰ رشته بیشترین نامزدی را داشت. مارلون براندو ستایش شده‌ترین بازیگر تاریخ سینمای جهان نیز کاندیدای بهترین بازیگر مرد مکمل شد.

## نامزدی‌ها و جوایز
| بهترین فیلم | بهترین کارگردانی |
| --- | --- |
| انجمن شاعران مرده - پای چپ من - شرلی ولنتاین - وقتی هری سالی را دید...                                                         | کنت برانا – هنری پنجم - پیتر ویر – انجمن شاعران مرده - استیون فریرز – روابط خطرناک - آلن پارکر – میسیسیپی می‌سوزد                |
| بهترین بازیگر نقش اول مرد | بهترین بازیگر نقش اول زن |
| دانیل دی-لوئیس – پای چپ من - رابین ویلیامز – انجمن شاعران مرده - کنت برانا – هنری پنجم - داستین هافمن – مرد بارانی             | پائولین کولینز – شرلی ولنتاین - جودی فاستر – متهم - گلن کلوز – روابط خطرناک - ملانی گریفیث – دختر شاغل                          |
| بهترین بازیگر نقش مکمل مرد | بهترین بازیگر نقش مکمل زن |

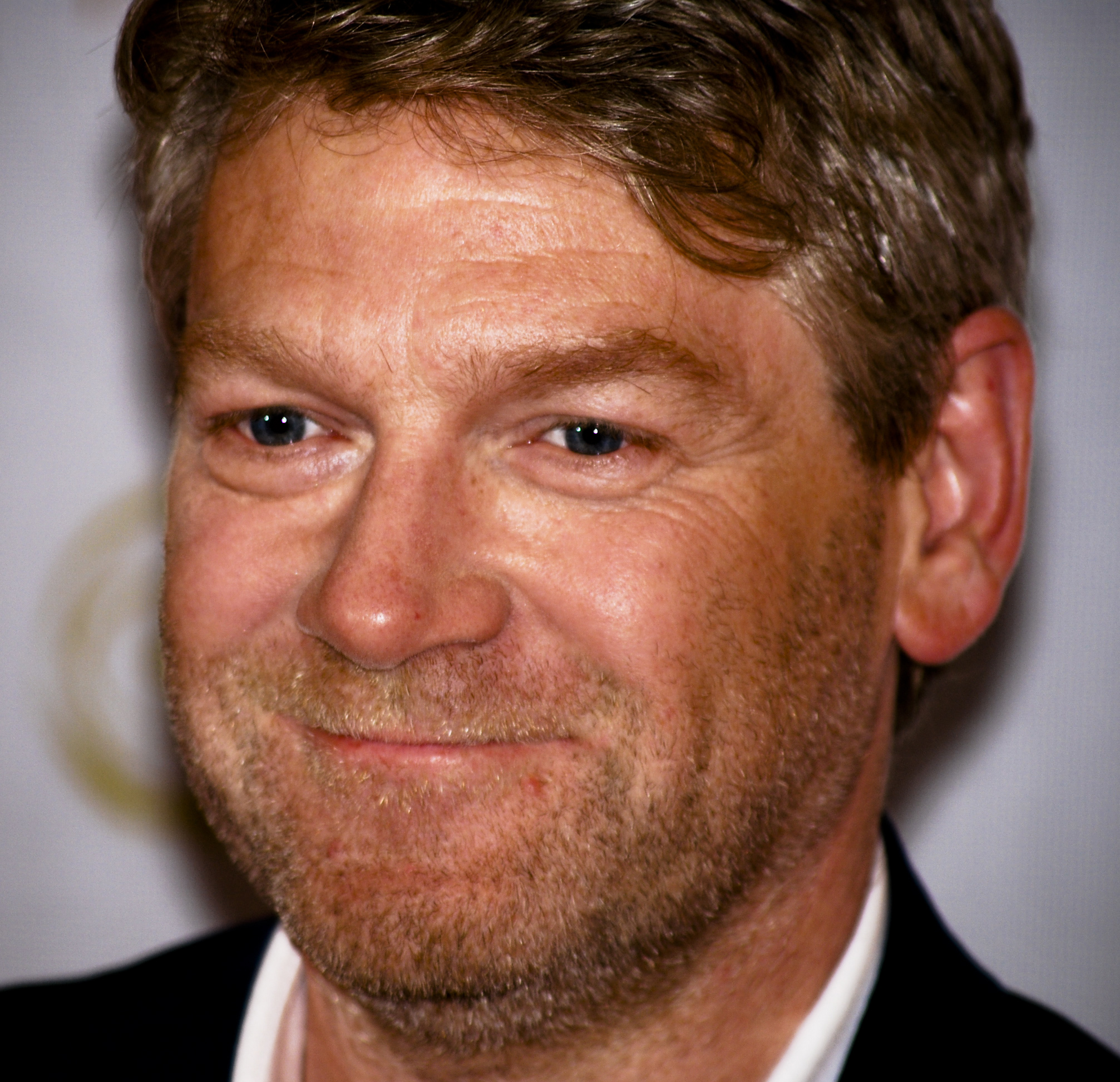
کنت برانا، برنده بهترین کارگردانی

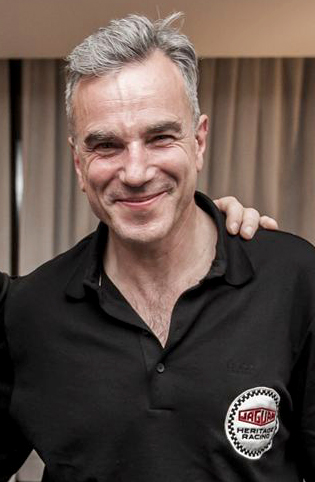
دانیل دی-لوئیس، برنده بهترین بازیگر نقش اول مرد

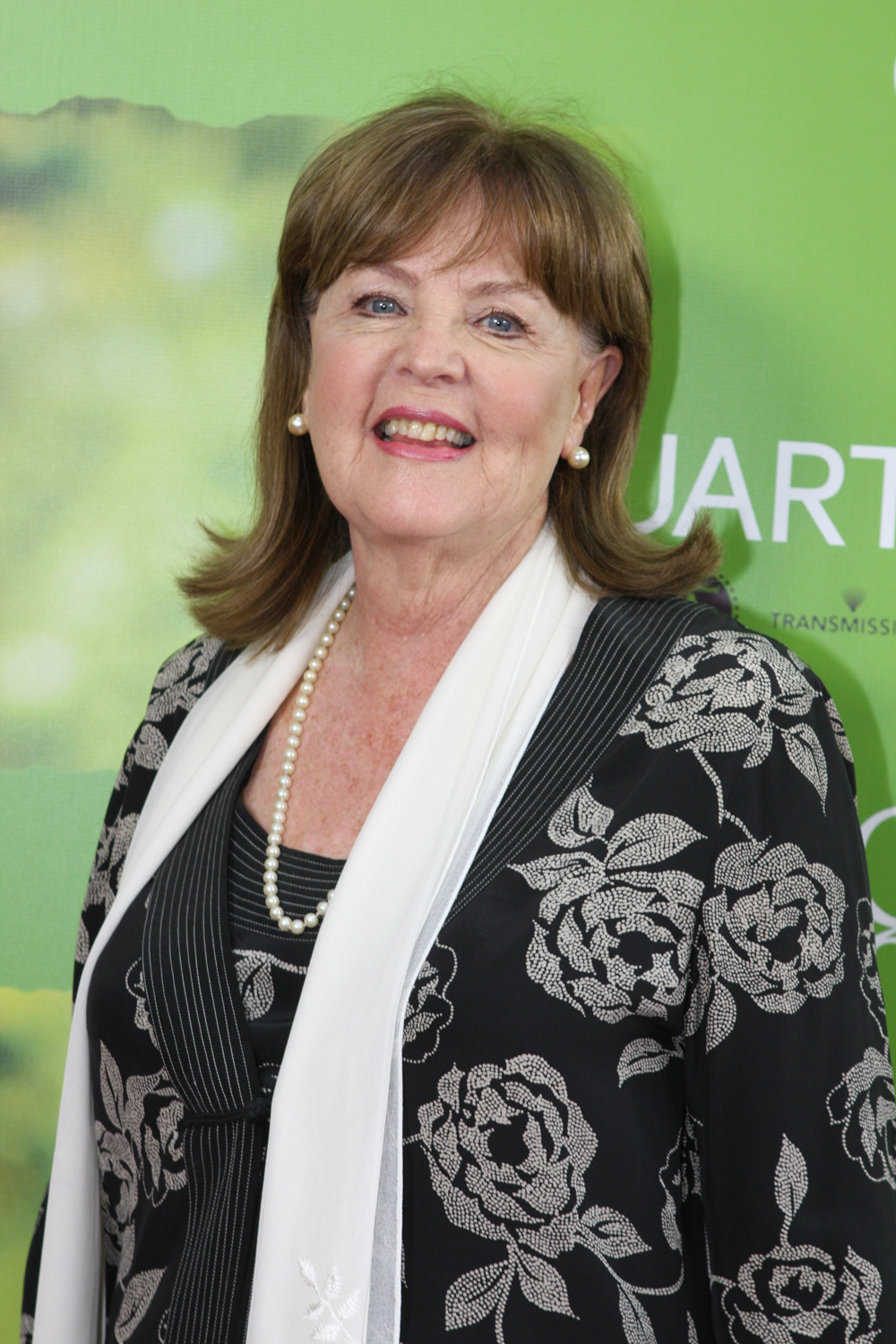
پائولین کولینز، برنده بهترین بازیگر نقش اول زن

ری مک انالی، برنده بهترین بازیگر نقش مکمل مرد

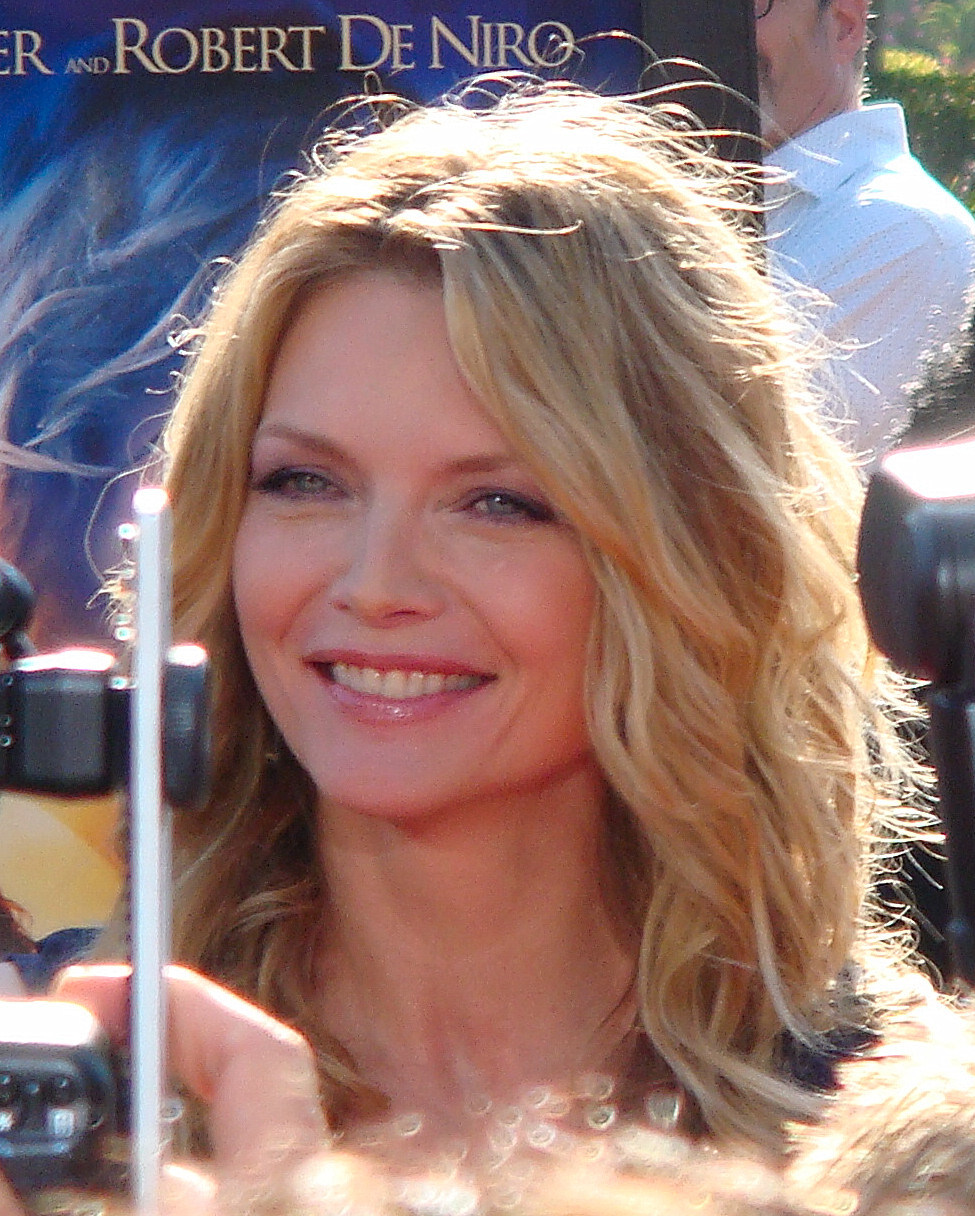
میشل فایفر، برنده بهترین بازیگر نقش مکمل زن

| ری مک انالی – پای چپ من - جک نیکلسون – بتمن - مارلون براندو – A Dry White Season - شان کانری – ایندیانا جونز و آخرین جنگ صلیبی | میشل فایفر – روابط خطرناک - پگی اشکرافت – مادام سوشاتسکا - لورا سن جاکومو – سکس، دروغ و نوار ویدئویی - سیگورنی ویور – دختر شاغل |
| فیلم‌نامه اوریجینال | فیلم‌نامه اقتباسی |
| وقتی هری سالی را دید... - مرد بارانی - انجمن شاعران مرده - سکس، دروغ و نوار ویدئویی                                            | روابط خطرناک - جهانگرد اتفاقی - پای چپ من - شرلی ولنتاین                                                                        |
| بهترین فیلمبرداری | طراحی لباس |
| میسیسیپی می‌سوزد - گوریل‌ها در مه - هنری پنجم - روابط خطرناک - خرس                                                               | ماجراهای بارون مایچوزن - بتمن - روابط خطرناک - هنری پنجم                                                                        |
| بهترین ویرایش فیلم | بهترین گریم و آرایش مو |
| میسیسیپی می‌سوزد - مرد بارانی - انجمن شاعران مرده - روابط خطرناک                                                                | ماجراهای بارون مایچوزن - بتمن - پای چپ من - روابط خطرناک                                                                        |
| بهترین طراحی تولید | بهترین صدا |
| ماجراهای بارون مایچوزن - بتمن - روابط خطرناک - هنری پنجم                                                                       | میسیسیپی می‌سوزد - ایندیانا جونز و آخرین جنگ صلیبی - بتمن - هنری پنجم                                                            |
| بهترین جلوه‌های ویژه تصویری | بهترین موسیقی |
| بازگشت به آینده قسمت ۲ - بتمن - ایندیانا جونز و آخرین جنگ صلیبی - ماجراهای بارون مایچوزن                                       | انجمن شاعران مرده - دختر شاغل - روابط خطرناک - میسیسیپی می‌سوزد                                                                  |